# Ramgarh (Bangladesh)
Ramgarh è un sottodistretto (upazila) del Bangladesh situato nel distretto di Khagrachhari, divisione di Chittagong. Si estende su una superficie di 240,87 km² e conta una popolazione di 44.217 abitanti (dato censimento 1991).